# تپه استاد علی
تپه استاد علی مربوط به دوران پیش از تاریخ ایران باستان - دوران‌های تاریخی پس از اسلام است و در شهرستان شاهرود، روستای خوریان واقع شده و این اثر در تاریخ ۵ آذر ۱۳۸۰ با شمارهٔ ثبت ۴۳۶۹ به‌عنوان یکی از آثار ملی ایران به ثبت رسیده است.